# 4 Brygada Artylerii (II Korpus)
4 Brygada Artylerii (4 BA) – brygada artylerii Wojska Polskiego na Wschodzie.
8 grudnia 1917 roku generał piechoty Dymitr Szczerbaczew, oficjalnie pomocnik Króla Rumunii Ferdynanda I, faktycznie dowodzący Frontem Rumuńskim, wydał rozkaz w sprawie "polonizacji" wydzielonych jednostek 9 Armii. Jedną z jednostek wskazanych przez dowódcę 9 Armii była 183 Brygada Artylerii (ros. 183-я артиллерийская бригада). Brygada podporządkowana pułkownikowi Lucjanowi Kupczyńskiemu, dowódcy 166 Polskiej Dywizji Piechoty, skoncentrowała się w Suczawie.
W styczniu 1918 roku brygada przegrupowała się do pobliskiej wsi Rosonczy na Bukowinie skąd w tym samym miesiącu pomaszerowała do Sorok w Besarabii. Tam zastał ją rozkaz generała Szczerbaczewa z dnia 10 stycznia 1918 roku w sprawie formowania II Korpusu Polskiego. Zgodnie z tym rozkazem, w skład korpusu miały wejść trzy dywizje piechoty, a każda z nich miała mieć cztery pułki piechoty i brygadę artylerii. Jednocześnie 166 Dywizja Piechoty została przemianowana na 4 Dywizję Strzelców Polskich, a 183 Brygada Artylerii na 4 Brygadę Artylerii. Ponieważ korpus nigdy nie osiągnął stanów etatowych, 4 BA wraz z 2 Dywizjonem Artylerii Ciężkiej spełniała rolę artylerii korpuśnej. Natomiast funkcje artylerii dywizyjnej spoczywały na dwóch samodzielnych bateriach artylerii.
W lutym 1918 roku brygada stacjonowała w Bużarówce Wołowej. 8 marca 1918 roku brygada w składzie II Korpusu Polskiego rozpoczęła marsz za Dniepr. 7 kwietnia 1918 roku uroczyście przemaszerowała przez Humań, a 18 kwietnia zatrzymała się w rejonie Kaniowa. Na terenie powiatu kaniowskiego nastąpiła reorganizacja brygady dowodzonej przez pułkownika Jerzego Altvatera. W miejsce dotychczasowych dwóch dywizjonów utworzono pięć baterii po cztery działa. W pierwszej dekadzie maja 1918 roku brygada zatrzymała się w miejscowości Szandra, osłaniana przez batalion strzelców z 5 Dywizji. 11 maja 1918 roku brygada wzięła udział w bitwie pod Kaniowem, a następnego dnia skapitulowała na honorowych warunkach. Przed kapitulacją żołnierze brygady zniszczyli działa topiąc zamki na bagnach. Większość żołnierzy dostała się do niemieckiej niewoli, lecz część z nich dotarła na Kubań, gdzie utworzyła 1 baterię I Dywizjonu Artylerii 4 Dywizji Strzelców Polskich.
1 lipca 1919 roku 4 Dywizja Strzelców Polskich połączyła się z 10 Dywizją Piechoty organizowaną w kraju, na terenie Okręgu Generalnego "Łódź". Połączona dywizja zachowała numer 10. Jednocześnie I Dywizjon Artylerii 4 DSP został przemianowany na I dywizjon 10 Pułku Artylerii Polowej.
W 1922 roku 10 Pułk Artylerii Polowej otrzymał nazwę wyróżniającą "Kaniowski", która była "spuścizną ducha szeregowych i oficerów II Polskiego Korpusu Wschodniego, kiedy po rozbiciu Korpusu pod Kaniowem przez Niemców niezłomni Kaniowczycy podążyli na Kubań do organizującej się 4-tej Dywizji Strzelców Polskich generała Żeligowskiego". 1 stycznia 1932 roku oddział został przemianowany na 10 Kaniowski Pułk Artylerii Lekkiej.
3 maja 1995 roku 10 Pułk Artylerii Mieszanej, stacjonujący w Kędzierzynie-Koźlu, przejął dziedzictwo tradycji 10 Kaniowskiego Pułku Artylerii Lekkiej oraz otrzymał nazwę wyróżniającą "Śląski" i imię patrona "kadeta Zygmunta Kuczyńskiego".
Kadra 4 Brygady Artylerii
- płk Jerzy Altvater
- por. Andrzej Uthke